# Condado de Pendleton (Virginia Occidental)
El condado de Pendleton (en inglés: Pendleton County), fundado en 1787, es uno de los 55 condados del estado estadounidense de Virginia Occidental. En el año 2000 tenía una población de 8.196 habitantes con una densidad poblacional de 5 personas por km². La sede del condado es Franklin.

## Geografía
Según la Oficina del Censo, el condado tiene un área total de 1808 km² (698,1 mi²), de la cual 1808 km² (698,1 mi²) es tierra y 0 km² (0 mi²) (0,04%) es agua.

### Condados adyacentes
- Condado de Grant - norte
- Condado de Hardy - noreste
- Condado de Rockingham - este
- Condado de Augusta - sur
- Condado de Highland - sur
- Condado de Pocahontas - suroeste
- Condado de Randolph - oeste

### Carreteras
- U.S. Highway 33
- U.S. Highway 220
- Ruta de Virginia Occidental 28
- Ruta de Virginia Occidental 55

## Demografía
En el 2000 la renta per cápita promedia del condado era de $30 429, y el ingreso promedio para una familia era de $34 860. En 2000 los hombres tenían un ingreso per cápita de $25 342 versus $16 753 para las mujeres. El ingreso per cápita para el condado era de $15 805. Alrededor del 11,40% de la población estaba bajo el umbral de pobreza nacional.

## Ciudades y pueblos

### Comunidades incorporadas
- Franklin

### Comunidades no incorporadas
| - Brandywine - Brushy Run - Cave - Cherry Grove - Circleville - Dahmer - Deer Run | - Dry Run - Entry - Fame - Fort Seybert - Harper - Ketterman - Kline | - Macksville - Miles - Mitchell - Moatstown - Moyers - Mozer | - Oak Flat - Oak Grove - Onego - Propstburg - Riverton - Ruddle | - Seneca Rocks - Simoda - Sugar Grove - Teterton - Upper Tract - Zigler |